# اچ‌دی ۱۳۰۰۸۴
اچ‌دی ۱۳۰۰۸۴ یک ستاره است که در صورت فلکی گاوران قرار دارد.